# Generation (Marco Masini)
Generation è un singolo di Marco Masini, pubblicato come lancio della raccolta ...il mio cammino della quale è uno dei tre brani inediti.
Il brano, scritto con Giuseppe Dati e il rapper statunitense Donald D (che canta in inglese nella parte rap finale), segna il ritorno sulle scene musicali del cantautore, dopo l'annuncio del ritiro due anni prima.
L'affetto dei fans e di alcuni personaggi nel mondo dello spettacolo, portano Masini a non abbandonare il suo lavoro e la sua grande passione per la musica.

## Videoclip
Il videoclip, regia di Leonardo Torrini, è stato girato a Londra.

## Tracce
1. Generation – 4:20
2. Generation (Versione strumentale con cori) – 4:19
3. Generation (Versione strumentale internazionale) – 4:19